# Ciarán Bourke
Ciarán Bourke (Dublin, 18 februari 1935 – Dublin, 10 mei 1988) was een Ierse folkmuzikant die bekendheid kreeg als lid van The Dubliners.
Zijn vader, een arts, had een praktijk in de stad. De kinderen hadden een Iers-sprekende nanny. Dat was de oorzaak dat Ciarán naast Engels het Iers trouw bleef gedurende zijn opleiding aan Colaiste Mhuire, Parnell Square, Dublin. Later bezocht hij het University College Dublin voor een cursus in agricultuur. Hij behaalde niet zijn diploma, maar behield een interesse in de landbouw.
Na het verlaten van de universiteit ontmoette hij Ronnie Drew en Barney McKenna, die hem uitnodigden om sessies met hen bij te wonen als The Ronnie Drew ballad group in de O'Donoghue's Pub in Dublin, en daar speelde hij de tin-whistle, mondharmonica, gitaar en zong. Ook Luke Kelly voegde zich later bij het drietal. Toen werden zij bekend als The Dubliners en samen gaven zij het eerste folkconcert in Dublin. Het concert was een succes, en de theatrale productie genaamd A Ballad Round of Ireland werd kort daarna opgevoerd in het Gate Theatre Dublin.
Ciarán Bourke zong bij de groep verschillende liederen in het Iers zoals Peigín Leitir Móir en het tweetalige Preab san ól. In 1974 kreeg hij een hersenbloeding. Een tweede beroerte verlamde hem aan zijn linkerzijde. Bourke overleed in 1988. Tot dat jaar werd hij ondanks de onmogelijkheid om na 1974 op te treden nog altijd als een lid van de groep beschouwd.
Ciarán trouwde met Jeannie Bonham op 5 april 1964. Ze hebben zes dochters, die bijna vanaf de geboorte volledig tweetalig zijn.
- MusicBrainz: f790ec10-9659-4975-8131-7793f45adc21
- Virtual International Authority File: 8221154260537224480004